# My Way (chanson d'Usher)
Cet article concerne la chanson d'Usher. Pour la chanson de Paul Anka, voir My Way.
Pour les articles homonymes, voir My Way (homonymie).
Singles de Usher
Nice and Slow
(1997) Bedtime
(1998)
My Way est le troisième single de l'album du même nom par Usher en 1998.
C'est un mid-tempo produit et écrit par Jermaine Dupri et coécrit par Usher.

## Crédits
Informations issues et adaptées du livret de My Way (LaFace, 1997) et du site Discogs.
- Usher : interprète principal, auteur, compositeur
- Jermaine Dupri : auteur, compositeur, producteur, mixage
- Manuel Seal : auteur, compositeur, producteur
- Phil Tan : enregistrement et mixage
- Brian Fye : ingénieur du son assistant

## Anecdotes
Usher rappe dans le second couplet de la chanson alors qu'il existe une seconde version figurant dans l'album Live où ce couplet est retiré.
Le video clip de My Way a été filmé près d'une usine désaffectée où Usher est déguisé comme un clown affrontant dans un défi de danse hip-hop une bande rivale menée par l'acteur et chanteur Tyrese.